# 楊村戰鬥
楊村戰鬥發生於1924年10月30日－11月3日，地點則是在中國天津北方一帶。是北洋政府時期內戰之一，交戰兩方為直軍及國民一軍，二軍。戰鬥末了，直軍敗退出天津。馮收編了直軍王承斌部。